# Mimoa
Mimoa is een historisch motorfietsmerk.
Mimoa: Mittelbadische Motorradfabrik, Bruno Felbers & Sohn, Achern, Baden (1923-1925).
Duits merk dat door Julius Löwy geconstrueerde machines verkocht. Ze hadden de 142 cc tweetakt Rohöl (ruwe olie) motor die ook de merken Albertus, Almora, Bafag en Deloma de das om deed door zijn matige betrouwbaarheid.